# Blue (serie web)
Blue es una serie web de drama estadounidense creada por Rodrigo García  y protagonizada por Julia Stiles. El episodio piloto se emitió el 11 de junio de 2012. Originalmente se emitió en el canal de WIGS en YouTube, pero finalmente se transmitió en Hulu, Fox.com, y el sitio web propio de WIGS para su tercera temporada, que toma la forma de cuatro largos episodios de forma duradera 40-60 minutos en lugar de los episodios más cortos de las dos primeras temporadas.
Desde su lanzamiento, Blue ha obtenido varios premios, incluyendo una nominación a los premios Satellite en 2013, y tres premios IAWTV, al Mejor Director - Drama (García) en 2014 y Mejor Actriz - Drama (Stiles) en 2013 y 2014.

## Argumento
Blue (Julia Stiles) es una madre con una vida secreta como trabajadora sexual. Ella hará cualquier cosa para mantener a su hijo Josh (Uriah Shelton). Pero su pasado tiene otros planes.

## Reparto

### Principal
| Actor         | Personaje | Episodios | Temporadas | Temporadas | Temporadas |
| Actor         | Personaje | Episodios | 1          | 2          | 3          |
| ------------- | --------- | --------- | ---------- | ---------- | ---------- |
| Julia Stiles  | Blue      | 40        | Principal  | Principal  | Principal  |
| Uriah Shelton | Josh      | 24        | Principal  | Principal  | Principal  |

### Otros
- Brooklyn Lowe como Francesca
- Kathleen Quinlan como Jessica
- Carla Gallo como Rose
- JC González como Harry
- James Morrison como Olsen
- Brian Shortall como Will
- Alexz Johnson como Satya
- Jacob Vargas como Roy
- Jane Stiles O'Hara como Lara
- Eric Stoltz como Arthur
- Amir Arison como Leonard
- David Harbour como Cooper
- Taylor Nichols como Bill
- Rocky Carroll como Robert
- Kendall Custer como May
- Michael Hyatt como Claire
- Daren Kagasoff como Daren
- Chad Lindberg como Sam
- Sarah Stoecker como Hunter
- Joel McKinnon Miller como Mr. Weston
- Sarah Paulson como Lavinia
- Laura Spencer como Vanessa
- Mark Consuelos como Daniel
- Wanda De Jesus como Cynthia
- William Petersen como Mitch
- Samantha Quan como Dana
- Michelle Forbes como Marisa
- Richard Pagano como Mick
- Holly Robinson Peete como Holly
- Cassidy Boyd como Alicia
- Darin Heames como Nicolas
- Manny Jimenez Jr. como Ernesto
- James Jordan como Raphael
- Tony Plana como Stribling
- Jeanne Tripplehorn como Vera

## Emisión televisiva
Para la emisión televisiva, la serie ha sido editada en 10 episodios de una hora de duración (las primeras seis están compuestas de presentaciones cortas), y se transmite en los canales internacionales de Lifetime (incluyendo el Reino Unido y África). Las fechas a continuación corresponden a sus primeras emisiones en Gran Bretaña. La serie se estrenó en los Estados Unidos en Lifetime Movies el 8 de julio de 2016 bajo el título Blue: A Secret Life.
Cada compilación lleva el nombre de una línea de diálogo. Los webisodios no se usan todos en el orden en que se mostraron en línea. Julia Stiles no aparece en los webisodios marcados con un asterisco. En los Estados Unidos, Lifetime Movies transmitió el contenido de la tercera temporada a lo largo de cinco episodios de compilación titulados «Call Me Francine», «Take Off Your Clothes», «A History of Anxiety», «Your Favorite Client», and «Choices».
| Episodio | Webisodios                 | Título episodio                 | Título webisodio | Dirigido por   | Escrito por                  | Fecha de emisión    |
| -------- | -------------------------- | ------------------------------- | --- | -------------- | ---------------------------- | ------------------- |
| 1        | Temporada 1, ep.1–6        | "Blue Rules"                    | "Mom" "Son" "You Rule" "Long Day, Blue?" "You're Good" "Jack The Ripper"                                                                           | Rodrigo García | Rodrigo García               | 2 de marzo de 2015  |
| 2        | Temporada 1, ep. 7–12      | "When Have I Lied To You?"      | "Paying For Sex" "A Decent Girl" "That's My Drug" "Star Student" "You Lie To Me Too" "Give An Old Man A Break"                                     | Rodrigo García | Rodrigo García               | 9 de marzo de 2015  |
| 3        | Temporada 2, ep. 1–7       | "Who Raises A Child Like This?" | "See And Be Seen" "What Kind Of A Name Is Blue?" "It's Just A Crutch" "Everything Is A Test" "How Do You Do?" "Glue And Lubricant" "Wow, Wow, Wow" | Rodrigo García | Rodrigo García y Karen Graci | 16 de marzo de 2015 |
| 4        | Temporada 2, ep. 8–13, 15  | "We Were In Love"               | "On My Own" "The Truth Hurts" "A Man's Permission" "Make Yourself At Home" "Old Habits Die Hard" "Doubling The Equation"* "In The Running"         | Rodrigo García | Rodrigo García y Karen Graci | 23 de marzo de 2015 |
| 5        | Temporada 2, ep. 21, 16–20 | "Good Looking Boy"              | "Savages" "Hard Time" "The Details" "You're Not A Freak, Are You?" "Getting To The Point" "I'm Not A Stalker"                                      | Rodrigo García | Rodrigo García y Karen Graci | 30 de marzo de 2015 |
| 6        | Temporada 2, ep. 14, 22–26 | "Where Were You, Mom?"          | "Are You Clean?" "Role Play"* "Winning With" "A Straight Answer" "Choices Add Up" "Where Were You?"                                                | Rodrigo García | Rodrigo García y Karen Graci | 6+ de abril de 2015 |
| 7        | Temporada 3, episodio 1    | "Call Me Francine"              | | Rodrigo García | Rodrigo García               | 13 de abril de 2015 |
| 8        | Temporada 3, episodio 2    | "Planets Colliding"             | | Rodrigo García | Rodrigo García y Karen Graci | 20 de abril de 2015 |
| 9        | Temporada 3, episodio 3    | "A History of Anxiety"          | | Rodrigo García | Rodrigo García               | 27 de abril de 2015 |
| 10       | Temporada 3, episodio 4    | "Make Me Feel Good"             | | Rodrigo García | Rodrigo García y Karen Graci | 4 de mayo de 2015   |

## Premios y nominaciones
| Año  | Asociación          | Categoría                          | Nominados                                                                  | Resultados |
| ---- | ------------------- | ---------------------------------- | -------------------------------------------------------------------------- | ---------- |
| 2013 | Satellite Awards    | Best Original Short-Format Program | Blue                                                                       | Nominado   |
| 2014 | Art Directors Guild | Short Format, Live Action Series   | Rachel Myers, Philip Toolin, Kurt Meisenbach (Episodio: "The Truth Hurts") | Nominado   |
| 2014 | IAWTV Awards        | Best Director – Drama              | Rodrigo García                                                             | Ganado     |
| 2014 | IAWTV Awards        | Best Female Performance – Drama    | Julia Stiles                                                               | Ganado     |